# Red Sun Cycling Team
El Red Sun Cycling Team (codi UCI: RSC) va ser un equip ciclista femení belga, d'origen neerlandès. Va competir de 2009 a 2010 i tenia categoria UCI Women's Team.

## Principals resultats
- A les proves de la Copa del món i de la de l'UCI Women's WorldTour
  - Tour de Drenthe: Emma Johansson  (2009)

## Classificacions UCI
Aquesta taula mostra la plaça de l'equip a la classificació de la Unió Ciclista Internacional a final de temporada i també la millor ciclista en la classificació individual de cada temporada.
| Temporada | Classificació per equips | Millor ciclista en la classificació individual |
| --------- | ------------------------ | ---------------------------------------------- |
| 2009      | 6è                       | Emma Johansson (3a)                            |
| 2010      | 4t                       | Emma Johansson (4a)                            |

Del 2009 al 2010 l'equip va participar en la Copa del món
| Temporada | Classificació per equips | Millor ciclista en la classificació individual |
| --------- | ------------------------ | ---------------------------------------------- |
| 2009      | 3r                       | Emma Johansson (2a)                            |
| 2010      | 4t                       | Emma Johansson (2a)                            |

## Composició de l'equip
| \| Llista de l'equip 2009 \| Llista de l'equip 2009 \| Llista de l'equip 2009 \| Llista de l'equip 2009 \| \| Ciclista \| Data de naixement \| Equip previ \| \| \| -------------------------- \| ---------------------- \| ---------------------------------- \| ---------------------- \| \| Anne Arnouts \| 17 de octubre de 1989 \| \| \| \| Latoya Brulee \| 9 de desembre de 1988 \| AA Drink-Cycling Team (2008) \| \| \| Paulina Brzeźna-Bentkowska \| 10 de setembre de 1981 \| AA Drink-Cycling Team (2008) \| \| \| Petra Dijkman \| 13 de novembre de 1979 \| \| \| \| Maxime Groenewegen \| 14 de juliol de 1988 \| AA Drink-Cycling Team (2008) \| \| \| Ludivine Henrion \| 23 de gener de 1984 \| AA Drink-Cycling Team (2008) \| \| \| Emma Johansson \| 23 de setembre de 1983 \| AA Drink-Cycling Team (2008) \| \| \| Inge Klep \| 15 de juliol de 1981 \| Restore (2007) \| \| \| Daniëlla Moonen \| 9 de desembre de 1977 \| \| \| \| Mascha Pijnenborg \| 30 de juny de 1981 \| \| \| \| Moniek Rotmensen \| 25 de abril de 1986 \| Vrienden van het Platteland (2007) \| \| \| Elise van Hage \| 6 de abril de 1989 \| Flexpoint (2008) \| \| \| Laure Werner \| 22 de febrer de 1981 \| AA Drink-Cycling Team (2008) \| \| \| \| \| \| \| \| Font: UCI \| \| \| \| |                        |                                    |  |
| Llista de l'equip 2009 |                        |                                    |  |
| Ciclista | Data de naixement      | Equip previ                        |  |
| Anne Arnouts | 17 de octubre de 1989  |                                    |  |
| Latoya Brulee | 9 de desembre de 1988  | AA Drink-Cycling Team (2008)       |  |
| Paulina Brzeźna-Bentkowska | 10 de setembre de 1981 | AA Drink-Cycling Team (2008)       |  |
| Petra Dijkman | 13 de novembre de 1979 |                                    |  |
| Maxime Groenewegen | 14 de juliol de 1988   | AA Drink-Cycling Team (2008)       |  |
| Ludivine Henrion | 23 de gener de 1984    | AA Drink-Cycling Team (2008)       |  |
| Emma Johansson | 23 de setembre de 1983 | AA Drink-Cycling Team (2008)       |  |
| Inge Klep | 15 de juliol de 1981   | Restore (2007)                     |  |
| Daniëlla Moonen | 9 de desembre de 1977  |                                    |  |
| Mascha Pijnenborg | 30 de juny de 1981     |                                    |  |
| Moniek Rotmensen | 25 de abril de 1986    | Vrienden van het Platteland (2007) |  |
| Elise van Hage | 6 de abril de 1989     | Flexpoint (2008)                   |  |
| Laure Werner | 22 de febrer de 1981   | AA Drink-Cycling Team (2008)       |  |
| |                        |                                    |  |
| Font: UCI |                        |                                    |  |

| \| Llista de l'equip 2010 \| Llista de l'equip 2010 \| Llista de l'equip 2010 \| Llista de l'equip 2010 \| \| Ciclista \| Data de naixement \| Equip previ \| \| \| -------------------------- \| ---------------------- \| ------------------------------------- \| ---------------------- \| \| Anne Arnouts \| 17 de octubre de 1989 \| \| \| \| Latoya Brulee \| 9 de desembre de 1988 \| AA Drink-Cycling Team (2008) \| \| \| Paulina Brzeźna-Bentkowska \| 10 de setembre de 1981 \| AA Drink-Cycling Team (2008) \| \| \| Petra Dijkman \| 13 de novembre de 1979 \| \| \| \| Ludivine Henrion \| 23 de gener de 1984 \| AA Drink-Cycling Team (2008) \| \| \| Emma Johansson \| 23 de setembre de 1983 \| AA Drink-Cycling Team (2008) \| \| \| Inge Klep \| 15 de juliol de 1981 \| Restore (2007) \| \| \| Birgit Lavrijssen \| 16 de gener de 1991 \| \| \| \| Marie Lindberg \| 14 de agost de 1987 \| Equipe Nürnberger Versicherung (2009) \| \| \| Mascha Pijnenborg \| 30 de juny de 1981 \| \| \| \| Emma Silversides \| 2 de octubre de 1978 \| Lotto-Belisol Ladiesteam (2009) \| \| \| Hannah Verhaeghe \| 17 de desembre de 1988 \| \| \| \| Laure Werner \| 22 de febrer de 1981 \| AA Drink-Cycling Team (2008) \| \| \| \| \| \| \| \| Font: UCI \| \| \| \| |                        |                                       |  |
| Llista de l'equip 2010 |                        |                                       |  |
| Ciclista | Data de naixement      | Equip previ                           |  |
| Anne Arnouts | 17 de octubre de 1989  |                                       |  |
| Latoya Brulee | 9 de desembre de 1988  | AA Drink-Cycling Team (2008)          |  |
| Paulina Brzeźna-Bentkowska | 10 de setembre de 1981 | AA Drink-Cycling Team (2008)          |  |
| Petra Dijkman | 13 de novembre de 1979 |                                       |  |
| Ludivine Henrion | 23 de gener de 1984    | AA Drink-Cycling Team (2008)          |  |
| Emma Johansson | 23 de setembre de 1983 | AA Drink-Cycling Team (2008)          |  |
| Inge Klep | 15 de juliol de 1981   | Restore (2007)                        |  |
| Birgit Lavrijssen | 16 de gener de 1991    |                                       |  |
| Marie Lindberg | 14 de agost de 1987    | Equipe Nürnberger Versicherung (2009) |  |
| Mascha Pijnenborg | 30 de juny de 1981     |                                       |  |
| Emma Silversides | 2 de octubre de 1978   | Lotto-Belisol Ladiesteam (2009)       |  |
| Hannah Verhaeghe | 17 de desembre de 1988 |                                       |  |
| Laure Werner | 22 de febrer de 1981   | AA Drink-Cycling Team (2008)          |  |
| |                        |                                       |  |
| Font: UCI |                        |                                       |  |